# Liste des distinctions de Kate Winslet
Cette page dresse la liste des distinctions de Kate Winslet.

## Distinctions

### Oscars
| Année | Film ou série                                     | Catégorie                             | Résultat   | Notes |
| ----- | ------------------------------------------------- | ------------------------------------- | ---------- | ----- |
| 1995  | Oscar de la meilleure actrice dans un second rôle | Raison et Sentiments                  | Nomination | [ 2 ] |
| 1997  | Meilleure actrice                                 | Titanic                               | Nomination | [ 3 ] |
| 2002  | Meilleure actrice dans un second rôle             | Iris                                  | Nomination | [ 4 ] |
| 2004  | Meilleure actrice                                 | Eternal Sunshine of the Spotless Mind | Nomination | [ 5 ] |
| 2006  | Meilleure actrice                                 | Little Children                       | Nomination | [ 6 ] |
| 2008  | Meilleure actrice                                 | The Reader                            | Lauréat    | [ 7 ] |
| 2015  | Meilleure actrice dans un second rôle             | Steve Jobs                            | Nomination | [ 8 ] |

### Golden Globes
| Année | Film ou série                                         | Catégorie                             | Résultat   | Notes  |
| ----- | ----------------------------------------------------- | ------------------------------------- | ---------- | ------ |
| 1996  | Meilleure actrice dans un second rôle                 | Raison et Sentiments                  | Nomination | [ 9 ]  |
| 1998  | Meilleure actrice dans un film dramatique             | Titanic                               | Nomination | [ 10 ] |
| 2002  | Meilleure actrice dans un second rôle                 | Iris                                  | Nomination | [ 11 ] |
| 2005  | Meilleure actrice dans un film musical ou une comédie | Eternal Sunshine of the Spotless Mind | Nomination | [ 12 ] |
| 2007  | Meilleure actrice dans un film dramatique             | Little Children                       | Nomination | [ 13 ] |
| 2009  | Meilleure actrice dans un film dramatique             | Les Noces rebelles                    | Lauréat    | [ 14 ] |
| 2009  | Meilleure actrice dans un second rôle                 | The Reader                            | Lauréat    | [ 14 ] |
| 2012  | Meilleure actrice dans une mini-série ou un téléfilm  | Mildred Pierce                        | Lauréat    | [ 15 ] |
| 2012  | Meilleure actrice dans un film musical ou une comédie | Carnage                               | Nomination | [ 15 ] |
| 2014  | Meilleure actrice dans un film dramatique             | Last Days of Summer                   | Nomination | [ 16 ] |
| 2016  | Meilleure actrice dans un second rôle                 | Steve Jobs                            | Lauréat    | [ 17 ] |
| 2022  | Meilleure actrice dans une mini-série ou un téléfilm  | Mare of Easttown                      | Lauréat    | [ 18 ] |

### British Academy Film Awards
| Année | Film ou série                         | Catégorie                             | Résultat   | Notes  |
| ----- | ------------------------------------- | ------------------------------------- | ---------- | ------ |
| 1996  | Meilleure actrice dans un second rôle | Raison et Sentiments                  | Lauréat    | [ 19 ] |
| 2002  | Meilleure actrice dans un second rôle | Iris                                  | Nomination | [ 20 ] |
| 2005  | Meilleure actrice                     | Eternal Sunshine of the Spotless Mind | Nomination | [ 21 ] |
| 2005  | Meilleure actrice                     | Neverland                             | Nomination | [ 22 ] |
| 2007  | Meilleure actrice                     | Little Children                       | Nomination |        |
| 2009  | Meilleure actrice                     | The Reader                            | Lauréat    | [ 23 ] |
| 2009  | Meilleure actrice                     | Les Noces rebelles                    | Nomination | [ 23 ] |
| 2016  | Meilleure actrice dans un second rôle | Steve Jobs                            | Lauréat    | [ 23 ] |

### Primetime Emmy Awards
| Année | Film ou série                                              | Catégorie        | Résultat   | Notes  |
| ----- | ---------------------------------------------------------- | ---------------- | ---------- | ------ |
| 2006  | Meilleure actrice invitée dans une série télévisée comique | Extras           | Nomination | [ 24 ] |
| 2011  | Meilleure actrice dans une mini-série ou un téléfilm       | Mildred Pierce   | Lauréat    | [ 25 ] |
| 2021  | Meilleure actrice dans une mini-série ou un téléfilm       | Mare of Easttown | Lauréat    | [ 26 ] |
| 2021  | Meilleure mini-série ou du meilleur téléfilm               | Mare of Easttown | Nomination | [ 27 ] |

### Grammy Awards
| Année | Livre ou album                    | Catégorie                 | Résultat | Notes  |
| ----- | --------------------------------- | ------------------------- | -------- | ------ |
| 2000  | Meilleur livre audio pour enfants | Listen to the Storyteller | Lauréat  | [ 28 ] |

### Screen Actors Guild Awards
| Année | Film ou série                                        | Catégorie                             | Résultat   | Notes  |
| ----- | ---------------------------------------------------- | ------------------------------------- | ---------- | ------ |
| 1996  | Meilleure actrice dans un second rôle                | Raison et Sentiments                  | Lauréat    | [ 29 ] |
| 1996  | Meilleure distribution                               | Raison et Sentiments                  | Nomination | [ 29 ] |
| 1998  | Meilleure actrice                                    | Titanic                               | Nomination | [ 30 ] |
| 1998  | Meilleure distribution                               | Titanic                               | Nomination | [ 30 ] |
| 2001  | Meilleure actrice dans un second rôle                | Quills                                | Nomination | [ 31 ] |
| 2005  | Meilleure actrice                                    | Eternal Sunshine of the Spotless Mind | Nomination | [ 32 ] |
| 2005  | Meilleure distribution                               | Neverland                             | Nomination | [ 32 ] |
| 2007  | Meilleure actrice                                    | Little Children                       | Nomination | [ 33 ] |
| 2009  | Meilleure actrice                                    | Les Noces rebelles                    | Nomination | [ 34 ] |
| 2009  | Meilleure actrice dans un second rôle                | The Reader                            | Lauréat    | [ 34 ] |
| 2012  | Meilleure actrice dans une mini-série ou un téléfilm | Mildred Pierce                        | Lauréat    | [ 35 ] |
| 2016  | Meilleure actrice dans un second rôle                | Steve Jobs                            | Nomination | [ 36 ] |
| 2022  | Meilleure actrice dans une mini-série ou un téléfilm | Mare of Easttown                      | Lauréat    |        |